# Внешняя политика Алжира
Алжир традиционно проводит активную внешнюю политику. В 1960-х и 1970-х годах Алжир был известен своей последовательной поддержкой стран третьего мира и Движения неприсоединения.
С момента инаугурации в 1999 году президент Бутефлика работал над тем, чтобы расширить международное влияние Алжира, и путешествовал по всему миру. В июле 2001 года он стал первым алжирским президентом за 16 лет, посетившим США. C момента инаугурации он сделал ряд официальных визитов, в частности, во Францию, ЮАР, Италию, Испанию, Германию, Китай, Японию и Россию.
Магриб
Алжир имеет дружеские отношения со своими соседями в Магрибе — Мали, Тунисом и Ливией, а также с Нигером. Алжир принял на себя ведущую роль в возрождении Союза арабского Магриба со своими региональными соседями.
Египет в ноябре 2009 года отозвал своего посла в Алжире, после нападения на автобус алжирской футбольной сборной египетских болельщиков и последовавших за этим ответных нападений на египтян в Алжире.
Во время гражданской войны в Ливии, начавшейся в 2011 году, Алжир занял нейтральную позицию, приютив многих из членов семьи  Каддафи.
Европа
С 2013/2014 гг. Алжир в больших масштабах закупает технику, произведенную в Германии, она стала одним из трех главных поставщиков оружия Алжиру, особенно в области военно-морских сил; в 2023 г. Германия, на фоне сближения Алжира и России и недавнего визита президента Алжира Абдельмаджида Теббуна в Москву, прекратила поставки вооружений в Алжир.